# Panemeria satiata
Panemeria satiata là một loài bướm đêm trong họ Noctuidae.